# Nigel Hasselbaink
Nigel Hasselbaink (ur. 21 listopada 1990 w Amsterdamie) – surinamski piłkarz holenderskiego pochodzenia grający na pozycji napastnika w  klubie Bene Sachnin oraz reprezentacji Surinamu.

## Kariera
Hasselbaink wychowywał się w Holandii. Grał w juniorskich sekcjach Ajaxu czy PSV Eindhoven. Wraz z rozpoczęciem dorosłej kariery wyjechał do Szkocji. Występował między innymi w Hamilton Academical czy St. Johnstone. W 2017 roku przeniósł się do Izraela. Tam reprezentował barwy Hapoel Ironi Kirjat Szemona i Hapoel Beer Szewa. W 2020 zaczął reprezentować Bene Sachnin.
W reprezentacji Surinamu zadebiutował 15 listopada 2019 w meczu z Dominiką. Pierwszą bramkę zdobył trzy dni później w starciu z Nikaraguą.